# Gianluca Rospi
Gianluca Rospi (Matera, 23 dicembre 1978) è un politico italiano.

## Biografia
Laureato in ingegneria edile-architettura nel 2005, nel 2010 ha conseguito il dottorato di ricerca in architettura, costruzioni e strutture. Dal 2014 al 2018 è stato assegnista di ricerca in fisica - tecnica ambientale presso il Politecnico di Bari prima e l'Università degli Studi della Basilicata dopo. Docente di fisica applicata presso l'Università degli Studi della Basilicata dal 2010 al 2018. Dal 2017 a dicembre 2018 è stato presidente dell'Ordine degli ingegneri della provincia di Matera.

## Attività politica

### Deputato XVIII Legislatura
Sul piano ideale e politico ha dichiarato di essere “un cattolico di idee liberali, da giovane ho avuto come riferimenti la Democrazia Cristiana e, dopo la sua archiviazione, il Partito Popolare”.
Candidato alla Camera dei deputati con il Movimento 5 Stelle come indipendente nel collegio uninominale di Matera, il 4 marzo 2018 è stato eletto Deputato per la XVIII legislatura vincendo il collegio uninominale con 78.000 preferenze.
Membro della VIII Commissione Permanente della Camera dei Deputati (Ambiente, Territorio e Lavori Pubblici). Dal 22 gennaio 2020 è membro della IX Commissione Permanente della Camera dei Deputati (Trasporti, Poste e Telecomunicazioni).

### La fondazione di Popolo Protagonista
Il 3 gennaio 2020 annuncia il suo addio al Movimento 5 Stelle, dato il suo spostamento a sinistra, e la sua adesione al Gruppo misto.
ll 6 maggio 2020 forma alla Camera una componente all'interno del Gruppo misto denominata Popolo Protagonista-Alternativa Popolare di cui è presidente, grazie al patto federativo con Alternativa Popolare. Il 23 settembre presenta il simbolo di Popolo Protagonista, il suo nuovo movimento di ispirazione popolare vicino ai valori del Partito Popolare Europeo.
Nel dicembre dello stesso anno annuncia il passaggio di Popolo Protagonista all'opposizione. Il 16 febbraio 2021 Rospi e Fabiola Bologna partecipano alla formazione della componente autonoma Cambiamo!-Popolo Protagonista insieme a otto deputati del partito di Giovanni Toti a sostegno del Governo Draghi.

### Adesione a Coraggio Italia e a Forza Italia
Il 27 maggio seguente aderisce a Coraggio Italia, il nuovo partito fondato dal sindaco di Venezia Luigi Brugnaro insieme al presidente della Liguria Giovanni Toti e a numerosi parlamentari di diversa provenienza (M5S, Forza Italia, Cambiamo!-Popolo Protagonista, Lega e Centro Democratico) di cui anche Popolo Protagonista diventa parte. Rospi diventa vicepresidente del gruppo alla Camera in quota Popolo Protagonista. Il 18 novembre viene nominato coordinatore del partito in Puglia  ma lo stesso giorno, visto che le sue aspettative non sono state soddisfatte, aderisce a Forza Italia, per lui l'unico grande partito italiano a rappresentare il Partito Popolare Europeo in Parlamento.

### Fuori dal Parlamento
Nel 2024 è candidato sindaco al comune di Putignano per le elezioni amministrative con la coalizione di centro-destra INSIEME comprendente Forza Italia, UdC, Fratelli d’Italia e due liste civiche. Con il 28% si piazza terzo non accedendo al ballottaggio. Diventa poi vicepresidente del consiglio comunale in quota FI.

## Vita privata
Sposato, ha due figlie.